# Mito de las Islas Aurora

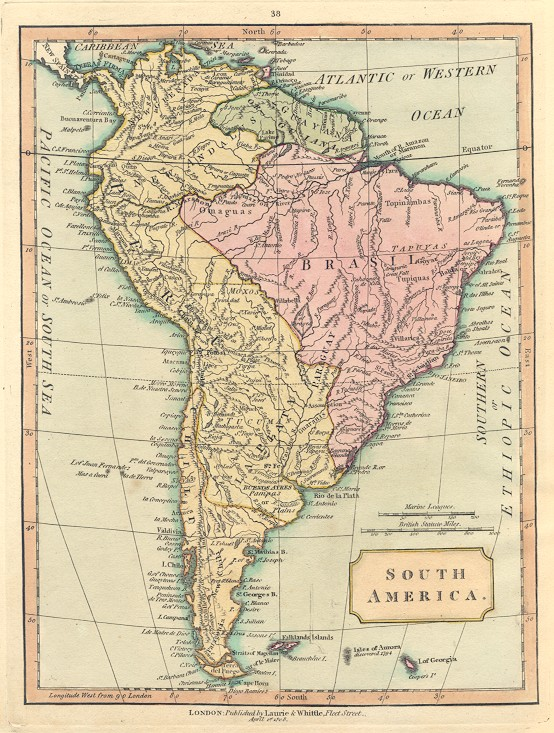
Mapa de 1808 de América del Sur que muestra las "Islas de Aurora", al este de las Malvinas.

Las Islas Aurora fueron/son un grupo de tres islas fantasma, primero informadas en 1762 por el barco de mercader español Aurora mientras estaba navegando de Lima a Cádiz. Los agentes de la Aurora reportaron observarlas otra vez en 1774. El barco español, San Miguel, fijó su ubicación en 52°37′ S, 47°49′ O. El 20 de febrero de 1794, eran observadas otra vez por un barco de investigación español, la corbeta Atrevida el cual formaba parte de la circunnavegación de Alejandro Malaspina. Quien había sido enviado para confirmar su existencia. Su ubicación informada era aproximadamente en medio entre las Islas Malvinas y Georgia Del sur en 53°S 48°O / -53, -48 53°S 48°O / -53, -48. La latitud está considerada perfecta, la longitud estuvo basada en el meridiano del observatorio astronómico, San Fernando, Cádiz. Las islas fueron registradas por última vez en 1856, pero continuaron apareciendo en mapas del Atlántico Sur hasta 1870.

Es posible que las islas fueron "descubiertas" por Amerigo Vespucci en su viaje con una expedición portuguesa durante 1501-1502. En su "Lettera" de 1504, su nota más detallada,  declara que dejó la costa de Brasil de Cabo Frío y siguió el camino del Siroco al sureste, cubriendo 500 ligas (aproximadamente 3000 kilómetros) por mar, bajando al paralelo 50°S o 52°S. La probabilidad está confirmada por Vicealmirante Ernesto Basilico en El Tercer Viaje de Amerigo Vespucci (Buenos Aires, 1967) y por Barreiro Meiro (Revista General de Navy, octubre 1968, Madrid). En latitud 52°S Vespucci descubrió una isla de 20 ligas (118 kilómetros) de tamaño:
Navegamos tanto con este viento (el Siroco) que nos encontramos en latitudes tan altas que el mediodía era a los 52° por encima del horizonte y nosotros ya no podrían ver las estrellas de la Osa Menor ni las constelaciones de la Osa Mayor. Esto fue el 3 abril de 1502. Aquel día una tormenta sopló tan fuerte que nos hizo recoger todas nuestras velas y navegamos sin velas, a mástil pelado ante vientos fuertes del del sureste, con enormes y tormentosos torbellinos. Tal era la tempestad que toda la flota estaba muy temerosa. Las noches eran muy largas, y el de 7 abril eran de quince horas de duración ya que el sol estaba al final de Aries, y en esta región era invierno, como vuestra majestad puede calcular. En medio de esta tormenta de 7 abril nosotros divisamos una tierra nueva, el cual  navegamos al lado de para casi 20 ligas, encontrando la costa salvaje, y no vimos cualquier puerto o personas. Creo porque el frío era tan intenso que ninguno de nosotros podría remediar o aguantarlo.
 Las únicas islas grandes en la latitud 52°S eran, como fueron luego descubiertas, las Islas Malvinas, pero la descripción de Vespucci no se ajusta a las Malvinas, cuyas costas bajas están llenas de ensenadas de refugio y no son "salvajes". El 3 de abril no es invierno, pero el primer mes de otoño y una noche de quince horas de duración implica un cambio misterioso del sol: además, los marineros no encontrarían el frío intolerable en esa estación del año a 52°S. La sugerencia de condiciones aberrantes que acompañan a una tormenta feroz es típica de varias islas fantasmas, particularmente la isla de San Brandán . 
Si bien para la historiografía británica fueron redescubiertas por James Sheffield, quien les dio el nombre de Shag Islands, aunque aparecen en las cartas en español con el nombre de islas Aurora, tal como se documenta en el Atlas Geográfico Argentino compuesto antes de 1886 y editado en 1888, atlas que es principalmente autoría de Mariano Felipe Paz Soldán, obra realizada por este geógrafo en Argentina cuando trabajaba para el Gobierno argentino y recabando datos aportados en gran medida por fuentes argentinas, el nombre que les quedó fue el de Islas Aurora.
Son el tema de una novela de 2001 titulada La isla de Hippolyte, por Barbara Hodgson, durante el cual son redescubiertas por el protagonista del libro. En un episodio en la novela de Edgar Allan Poe, La Narración de Arthur Gordon Pym, Pym y sus compañeros de tripulación las buscan sin éxito.